# Himantura toshi
Himantura toshi  (лат.) — малоизученный вид рода хвостоколов-гимантур из семейства хвостоко́ловых отряда хвостоколообразных надотряда скатов. Они обитают в восточной части Индийского и западной части Тихого океана. Встречаются на глубине до 140 м. Максимальная зарегистрированная ширина диска 74 см. Грудные плавники этих скатов срастаются с головой, образуя ромбовидный диск, ширина которого превосходит длину. Рыло удлинённое и заострённое. Хвост длиннее диска. Кожные кили на хвостовом стебле отсутствуют. Окраска дорсальной поверхности диска коричневого цвета. Иногда по краю диск усеян белыми пятнышками. Хвост темнее основного фона. Кончик хвоста покрыт тёмными и светлыми чередующимися полосами. 
Подобно прочим хвостоколообразным Himantura toshi размножаются яйцеживорождением. Эмбрионы развиваются в утробе матери, питаясь желтком и гистотрофом. В помёте 1—2 новорожденных. Рацион этих скатов состоит в основном из ракообразных и мелких рыб. Являются объектом целевого промысла. Мясо используют в пищу. Вид страдает от ухудшения условий среды обитания. 

## Таксономия и филогенез
Первая особь нового вида (самец с диском шириной 31 см) была поймана в эстуарии реки Кларенс (река в Новом Южном Уэльсе). Австралийский  ихтиолог Дэвид Джордж Стэд получил образец в ноябре 1903 года и идентифицировал его как кольчатого хвостокола. В 1939 Гилберт Перси Уайтли признал его самостоятельным видом и назвал в честь биолога из Квинсленда Джеймса Тоша. Несмотря на это в нескольких более поздних публикациях Himantura toshi упоминался как неполовозрелый кольчатый хвостокол.
Himantura toshi входит в комплекс видов, образованный также Himantura fai, семибугорчатым хвостоколом, Himantura jenkinsii, Himantura leoparda, Himantura uarnak и Himantura undulata. Недавно описанный вид Himantura astra является близкородственным Himantura toshi и ранее рассматривался как его синоним. В водах Индонезии и Новой Гвинеи, вероятно, обитают родственные, ещё не описанные формы хвостолов-гимантур. 

## Ареал и места обитания
Himantura toshi обитают у северного побережья Австралии от залива Шарк, Западная Австралия, до реки Кларенс, хотя в последнее время они не встречаются в южной части подтверждённого ареала. Эти скаты встречаются на глубине от 10 до 140 м. Предпочитают песчаное и илистое дно. В заливе Шарк они чаще попадаются в тёплое время года. Подобно большинству хвостоколов они ведут донный образ жизни.

## Описание
Грудные плавники этих скатов срастаются с головой, образуя ромбовидный довольно тонкий диск, ширина которого в 1,05—1,24 раза превышает длину. Треугольное рыло формирует тупой угол, его заострённый кончик выступает за края диска. Позади довольно крупных глаз расположены брызгальца. На вентральной поверхности диска имеются 5 пар жаберных щелей, рот и тонкие, длинные ноздри. Между ноздрями пролегает лоскут кожи с бахромчатым нижним краем. Рот изогнут в виде дуги, на дне ротовой полости присутствуют 4 отростка. Мелкие притуплённые зубы выстроены в шахматном порядке и образуют плоскую поверхность.
Брюшные плавники маленькие и довольно узкие. Кнутовидный, сильно утончающийся к конику  хвост в 2,5—3 раза превышает ширину диска. Кожные складки на хвостовом стебле отсутствуют. На дорсальной поверхности в центральной части хвостового стебля расположен тонкий шип, соединённый протоками с ядовитой железой. Дорсальная поверхность диска плотно покрыта крошечными сердцевидными чешуйками, которые располагаются широкой полосой от области между глазами до хвоста и увеличиваются вдоль позвоночника. В центральной части диска расположены 3—4 крупные чешуйки копьевидной формы. На остальной дорсальной поверхность диска также присутствуют единичные мелкие чешуйки. Окраска дорсальной поверхности диска ровного оливково-коричневого цвета. Края диска светлее основного фона, а у крупных особей иногда на них имеются бледные пятна или прожилки. Вентральная поверхность диска белая. Хвост окрашен в тёмный цвет. Кончик хвоста покрыт чередующимися тёмными и светлыми полосами. Максимальная зарегистрированная ширина диска 74 см, а общая длина 1,7 м.

## Биология
Основу рациона этих скатов составляют ракообразные и мелкие рыбы. Молодь в поисках пищи следует за приливом. На этих Himantura toshi паразитируют ленточные черви Parachristianella baverstocki, P. indonesiensis и Zygorhynchus elongatus. 
Подобно прочим хвостоколообразным Himantura toshi  относится к яйцеживородящим рыбам. Эмбрионы развиваются в утробе матери, питаясь желтком и гистотрофом. В помёте 1—2 новорожденных с диском шириной 20—22 см. Самцы и самки достигают половой зрелости при достижении ширины диска 40 и 66 см соответственно.

## Взаимодействие с человеком
Himantura toshi являются объектом целевого лова. В Арафурском море ведётся интенсивный промысел с помощью донных тралов и береговых неводов. Кожа этих скатов высоко ценится, кроме того, используют мясо и хрящи. С 1996 по 1998 из всех пластиножаберных этот вид наиболее часто попадался в качестве прилова у северного побережья Австралии в ходе коммерческого промысла креветок. Уровень выживаемости среди пойманных и выпущенных рыб довольно высок. Численность скатов в прилове существенно снизилась после начала использования австралийскими траулерами устройств, препятствующих отлову морских черепах. Международный союз охраны природы присвоил этому виду статус сохранности «Вызывающий наименьшие опасения». 